# Коле ди Роио (Л'Аквила)
Коле ди Роио (итал. Colle di Roio) је насеље у Италији у округу Л'Аквила, региону Абруцо.
Према процени из 2011. у насељу је живело 303 становника. Насеље се налази на надморској висини од 815 м.